# Олігодон звичайний
Олігодон звичайний (Oligodon arnensis) — неотруйна змія з роду Олігодон родини Вужеві.

## Опис
Загальна довжина досягає 40—64 см. Голова має овальну форму. Морда затуплена. Особливістю цього олігодона є гострі пласкі зуби, що зігнуті у боки, нагадують ножі. Тулуб циліндричний, короткий. Луска гладенька, становить 17 рядків.
Спина забарвлена у світло—коричневий або зеленувато—коричневий колір з 19—25 чорними поперечками або поперечно розташованими плямами, які утворюють на смуги з боків. Іноді вони мають кремові облямівки. Черево кремового забарвлення з нечіткими плямами.

## Спосіб життя
Полюбляє низини, рівнини, передгір'я, ліси, садиби, парки. Зустрічається на висоті до 600–1000 м над рівнем моря. Практично усе життя проводить на землі, інколи заповзає на дерева. Активний вдень та у сутінках, може виходити на полювання вночі, якщо йде дощ. Ховається серед листя, у дуплах дерев. При небезпеці згортається у щільну кулю. Харчується ящірками, сцинками, дрібними ссавцями, яйцями рептилій та земноводних.
Це яйцекладна змія. Самиця відкладає 4—9 подовжених яєць.

## Розповсюдження
Мешкає у Пакистані, Індії, Непалі, на о.Шрі-Ланка.